# 玉井大翔
玉井 大翔（たまい たいしょう、1992年6月16日 - ）は、北海道常呂郡佐呂間町出身のプロ野球選手（投手）。右投右打。北海道日本ハムファイターズ所属。

## 経歴

### プロ入り前
佐呂間小学校1年の時に「佐呂間ライオンズ」で野球を始め、佐呂間中学校時代は軟式野球部に所属し、地区2回戦が最高成績。旭川実業高等学校進学後は1年秋の支部予選に背番号18で初のベンチ入りを果たすも、同級生に鈴木駿平と成瀬功亮がおり、公式戦の登板は2年秋の全道大会準々決勝の北照戦が最後。3年夏の甲子園は背番号11も登板機会はなかった。高校卒業後、東京農業大学生物産業学部（北海道網走市）へ進学する。
大学進学後は1年時の春季リーグ開幕戦、北海道教育大学函館校戦で先発を任されるとリーグ史上7人目のノーヒットノーランを達成。1年生投手による春の開幕戦での達成は、リーグ史上初の快挙であった。リーグ戦で2、3年秋にMVP、3年春に優秀選手。大学4年間で全日本大学選手権に2度出場。4年時の明治神宮大会で、ベスト4入りを果たす。同大学では同級生に風張蓮、1学年後輩に井口和朋と樋越優一、3学年後輩に周東佑京がいた。
大学卒業後は君津共同火力に入社し、社会人野球の新日鐵住金かずさマジックに入団。1年目はエースの加藤貴之と共に、日本選手権に出場すると初戦で5回4安打1失点と好投し、チームの同大会1勝に貢献した。2年目は都市対抗に出場したが、大会直前に右肘に違和感が出てしまい、初戦に先発するも3回途中2失点（自責点0）で降板、チームは敗退した。
2016年10月20日に行われたドラフト会議で北海道日本ハムファイターズから8位指名を受け、11月15日に契約金3000万円・年俸840万円（共に金額は推定）で入団に合意した。背番号は54。

### 日本ハム時代
2017年は開幕を二軍で迎えたが、イースタン・リーグでは11試合の登板で防御率1.62と結果を残し、5月27日に一軍初昇格。翌28日の福岡ソフトバンクホークス戦で、プロ初登板を果たす。6月2日の阪神タイガース戦では1イニングを無失点に抑えた直後にチームが逆転し、プロ初勝利を挙げた。6月14日の中日ドラゴンズ戦ではプロ初ホールドも挙げたが、7月3日に登録抹消。8月1日に一軍へ再昇格するも、10月5日に登録を抹消されシーズンを終えた。ルーキーイヤーは、一軍で24試合に登板し1勝2敗1ホールド・防御率2.59を記録。オフに260万円増となる推定年俸1100万円で契約を更改した。
2018年は開幕一軍入りを逃したが、4月10日に一軍登録後、6月11日から3週間ほど二軍再調整期間がありながら、前半戦を終えて23試合の登板で防御率2.13と好成績を残したが、与死球6とハイペースで打者に当てたことが心理的に影響を及ぼし、後半戦は成績が低下。8月に2週間ほど二軍再調整、シーズン最終盤の10月2日に出場選手登録を抹消されると、クライマックスシリーズのメンバー入りも逃した。この年は40試合の登板で2勝3敗2ホールド・防御率4.13を記録し、オフに850万円増となる推定年俸1950万円で契約を更改した。
2019年は初めて開幕一軍入りを果たすと、一度も出場選手登録を抹消されることなく一軍のブルペンを支え、この年はチーム最多かつリーグ3位の65試合に登板。2勝3敗11ホールド・防御率2.61と好成績を残し、オフに2450万円増となる推定年俸4400万円で契約を更改した。
2020年は新型コロナウイルスの影響で120試合制の短縮シーズンとなり、開幕も6月に延期されたが、2年連続で開幕一軍入りを果たした。8月8日の埼玉西武ライオンズ戦ではプロ初セーブを挙げるなど、この年もシーズンを通して一軍のブルペンを支え、49試合の登板で4勝4敗21ホールド1セーブ・防御率3.46を記録した。オフの12月3日に右肘関節鏡視下遊離体切除手術を受け、試合復帰まで3か月の見通しであることが発表された。12月10日には契約更改交渉を行い、1200万円増となる推定年俸5600万円でサインした。
2021年は右肘の手術明けとあって首脳陣は開幕一軍に慎重な姿勢を見せたが本人の状態の良さもあり、3年連続で開幕一軍スタートとなった。手術の影響でシーズン前半は思い通りの投球ができなかったものの、最終的にシーズンを通して一軍に帯同し、50試合の登板で0勝0敗8ホールド・防御率3.16を記録。オフに200万円増となる推定年俸5800万円で契約を更改した。
2022年は春季キャンプを一軍でスタートし開幕は二軍で迎えたものの、4月5日に出場選手登録。その後はリリーフ陣の一角を担っていたが、新型コロナウイルス陽性者との接触があり、大事を取って7月17日に特例2022で出場選手登録を抹消された。幸い大事には至らず、同月19日に再登録後、9月28日に登録抹消となり、シーズンを終えた。この年のチームはリーグワーストの救援防御率3.83とリリーフ陣に苦しんだが、その中でチーム3位の50試合に登板して1勝1敗・防御率3.35。チームトップの19ホールドを記録し、ブルペンを支えた。オフの11月23日に開催されたファンフェスティバルにて、来シーズンからの背番号が19に変更されることが発表された。12月2日には契約更改交渉を行い、1000万円増となる推定年俸6800万円でサインした。
2023年は2年ぶりに開幕一軍入りを果たし、5月31日の東京ヤクルトスワローズ戦で3年ぶりにセーブを記録した。5月終了時点では18試合に登板し、0勝1敗7ホールド1セーブ・防御率1.84の成績を残したが、6月は7試合の登板のうち、3試合で救援失敗。河野竜生・池田隆英・田中正義の勝ちパターンが確立されたこともありホールド機会が減少したものの、東北楽天ゴールデンイーグルスとのレギュラーシーズン最終戦で3年連続50試合登板を達成。この年はシーズンを通して一軍に帯同し、50試合の登板で0勝2敗10ホールド2セーブ・防御率2.63を記録した。オフに300万円増となる推定年俸7100万円で契約を更改した。
2024年は春先に腰椎椎間板ヘルニアの症状が現れ、4月6日の二軍戦での登板を最後に実戦登板から離れ、保存療法で約3か月のリハビリを経て、7月17日の二軍戦で実戦復帰。ただ、「全体的に出力も低かったですし、ケガの影響もあって（球を）押し込めていないというのもあった」と故障明けは球速が低下し、この年は二軍でも17試合の登板で防御率4.96という成績にとどまり、プロ入り後初となる一軍登板なしに終わった。秋季練習では、10月25日に退団が発表された建山義紀前投手コーチの勧めで、スリークォーターやサイドスローなど、最適なフォーム探しに着手。オフの契約更改では、減額制限（年俸1億円以下は25%）を大きく超える3800万円減（53.5%減）の推定年俸3300万円でサインした。
2025年は腕の高さを微調整し臨んだ。二軍では8試合で防御率0.00と好調で、4月25日に一軍昇格を果たした。5月3日の西武戦で576日ぶりの一軍登板を果たした。

## 選手としての特徴
シュートとカットボールで相手打者の胸元を突く投球スタイルが持ち味。変化球は他にスライダー・フォーク・チェンジアップを投じる。ストレートの最速は2021年5月7日の楽天戦で152km/hを計測している。

## 詳細情報

### 年度別投手成績
| 年 度     | 球 団     | 登 板 | 先 発 | 完 投 | 完 封 | 無 四 球 | 勝 利 | 敗 戦 | セ 丨 ブ | ホ 丨 ル ド | 勝 率 | 打 者 | 投 球 回 | 被 安 打 | 被 本 塁 打 | 与 四 球 | 敬 遠 | 与 死 球 | 奪 三 振 | 暴 投 | ボ 丨 ク | 失 点 | 自 責 点 | 防 御 率 | W H I P |
| --------- | --------- | ----- | ----- | ----- | ----- | -------- | ----- | ----- | -------- | ----------- | ----- | ----- | -------- | -------- | ----------- | -------- | ----- | -------- | -------- | ----- | -------- | ----- | -------- | -------- | ------- |
| 2017      | 日本ハム  | 24    | 0     | 0     | 0     | 0        | 1     | 2     | 0        | 1           | .333  | 99    | 24.1     | 17       | 2           | 7        | 0     | 3        | 12       | 0     | 0        | 8     | 7        | 2.59     | 0.99    |
| 2018      | 日本ハム  | 40    | 0     | 0     | 0     | 0        | 2     | 3     | 0        | 2           | .400  | 209   | 48.0     | 48       | 5           | 13       | 1     | 7        | 40       | 2     | 0        | 24    | 22       | 4.13     | 1.27    |
| 2019      | 日本ハム  | 65    | 0     | 0     | 0     | 0        | 2     | 3     | 0        | 11          | .400  | 256   | 62.0     | 52       | 1           | 22       | 2     | 1        | 34       | 1     | 0        | 22    | 18       | 2.61     | 1.19    |
| 2020      | 日本ハム  | 49    | 0     | 0     | 0     | 0        | 4     | 4     | 1        | 21          | .500  | 175   | 41.2     | 36       | 5           | 18       | 1     | 1        | 29       | 3     | 0        | 17    | 16       | 3.46     | 1.30    |
| 2021      | 日本ハム  | 50    | 0     | 0     | 0     | 0        | 0     | 0     | 0        | 8           | ----  | 185   | 42.2     | 41       | 2           | 19       | 2     | 4        | 29       | 1     | 0        | 18    | 15       | 3.16     | 1.41    |
| 2022      | 日本ハム  | 50    | 0     | 0     | 0     | 0        | 1     | 1     | 0        | 19          | .500  | 167   | 37.2     | 37       | 1           | 17       | 2     | 0        | 16       | 1     | 0        | 17    | 14       | 3.35     | 1.43    |
| 2023      | 日本ハム  | 50    | 0     | 0     | 0     | 0        | 0     | 2     | 2        | 10          | .000  | 162   | 37.2     | 43       | 3           | 7        | 1     | 3        | 21       | 3     | 0        | 14    | 11       | 2.63     | 1.33    |
| 通算：7年 | 通算：7年 | 328   | 0     | 0     | 0     | 0        | 10    | 15    | 3        | 72          | .400  | 1253  | 294.0    | 274      | 19          | 103      | 9     | 19       | 175      | 11    | 0        | 120   | 103      | 3.15     | 1.28    |

- 2024年度シーズン終了時

### 年度別守備成績
| 年 度 | 球 団    | 投手  | 投手  | 投手  | 投手  | 投手  | 投手     |
| 年 度 | 球 団    | 試 合 | 刺 殺 | 補 殺 | 失 策 | 併 殺 | 守 備 率 |
| ----- | -------- | ----- | ----- | ----- | ----- | ----- | -------- |
| 2017  | 日本ハム | 24    | 1     | 2     | 0     | 0     | 1.000    |
| 2018  | 日本ハム | 40    | 2     | 4     | 1     | 0     | .857     |
| 2019  | 日本ハム | 65    | 5     | 20    | 1     | 2     | .962     |
| 2020  | 日本ハム | 49    | 5     | 11    | 0     | 3     | 1.000    |
| 2021  | 日本ハム | 50    | 5     | 9     | 0     | 1     | 1.000    |
| 2022  | 日本ハム | 50    | 0     | 8     | 0     | 0     | 1.000    |
| 2023  | 日本ハム | 50    | 4     | 7     | 0     | 2     | 1.000    |
| 通算  | 通算     | 328   | 22    | 61    | 2     | 8     | .976     |

- 2024年度シーズン終了時

### 記録
初記録
- 初登板：2017年5月28日、対福岡ソフトバンクホークス9回戦（札幌ドーム）、9回表に4番手で救援登板、1回1失点（自責点0）
- 初奪三振：2017年5月31日、対横浜DeNAベイスターズ2回戦（札幌ドーム）、8回表に筒香嘉智から空振り三振
- 初勝利：2017年6月2日、対阪神タイガース1回戦（阪神甲子園球場）、8回裏に4番手で救援登板、1回無失点
- 初ホールド：2017年6月14日、対中日ドラゴンズ2回戦（ナゴヤドーム）、6回裏に2番手で救援登板、1回無失点
- 初セーブ：2020年8月8日、対埼玉西武ライオンズ8回戦（札幌ドーム）、8回表二死に5番手で救援登板・完了、1回1/3無失点

### 背番号
- 54（2017年[8] - 2022年）
- 19（2023年[45] - ）